# Kim Gun-hee
Kim Gun-hee (en coreano: 김건희; Jeonju, Jeolla del Norte, 22 de febrero de 1995) es un futbolista surcoreano que juega en la demarcación de delantero para el Hokkaido Consadole Sapporo de la J2 League.

## Selección nacional
Tras jugar con la selección de fútbol sub-20 de Corea del Sur y la sub-23, finalmente el 20 de noviembre de 2022 hizo su debut con la selección absoluta en un encuentro contra Islandia que finalizó con un resultado de 1-5 a favor del combinado surcoreano tras el gol de Sveinn Aron Guðjohnsen para Islandia, y de Kim Jin-gyu, Paik Seung-ho, Cho Gue-sung, Kwon Chang-hoon y Eom Ji-sung para Corea del Sur.

## Clubes
| Club                        | País          | Año       | Partidos | Goles |
| --------------------------- | ------------- | --------- | -------- | ----- |
| Suwon Samsung Bluewings     | Corea del Sur | 2016-2018 | 46       | 6     |
| Gimcheon Sangmu FC (cedido) | Corea del Sur | 2018-2019 | 12       | 8     |
| Suwon Samsung Bluewings     | Corea del Sur | 2019-2022 | 61       | 11    |
| Hokkaido Consadole Sapporo  | Japón         | 2022-     | 50       | 10    |